# Ferapontievca
Ferapontievca (in gagauzo Feraponteanca, in russo Ферапонтьевка) è un comune della Moldavia situato nella Gagauzia di 1.008 abitanti al censimento del 2004.

## Società

### Evoluzione demografica
In base ai dati del censimento, la popolazione è così divisa dal punto di vista etnico:
| Etnia       | Abitanti | %     |
| ----------- | -------- | ----- |
| Moldavi     | 59       | 5,85  |
| Ucraini     | 583      | 57,84 |
| Russi       | 60       | 5,95  |
| Gagauzi     | 282      | 27,98 |
| Bulgari     | 17       | 1,68  |
| Rumeni      | 0        | 0     |
| Altre etnie | 7        | 0,69  |